# 么么短蜂介
么么短蜂介（学名：Mutilus yaoyaochiu）为半花介科短蜂介屬下的一个种。